# امامزاده شهسوار (کهگیلویه)
محوطه وامامزاده شهسوار مربوط به دوره صفوی است و در شهرستان کهگیلویه، بخش مرکزی، روستای ده بندر واقع شده و این اثر در تاریخ ۲۴ فروردین ۱۳۸۲ با شمارهٔ ثبت ۸۳۴۶ به‌عنوان یکی از آثار ملی ایران به ثبت رسیده است.